# Protanypus ramosus
Protanypus ramosus är en tvåvingeart som beskrevs av Ole Anton Saether 1975. Protanypus ramosus ingår i släktet Protanypus och familjen fjädermyggor.
Artens utbredningsområde är Ontario. Inga underarter finns listade i Catalogue of Life.